# James Spriggs-Payne
James Spriggs-Payne (ur. 19 grudnia 1819 w Richmond zm. 31 stycznia 1882 w Monrovii) był czwartym i ósmym prezydentem Liberii od 6 stycznia 1868 do 3 stycznia 1870 i ponownie od 3 stycznia 1876 do 7 stycznia 1878.